# مازن السديري
مازن السديري كاتب ومستشار ومحلل اقتصادي سعودي. هو ابن الإعلامي تركي السديري رئيس تحرير صحيفة الرياض (السابق). يرأس إدارة الأبحاث في شركة الراجحي المالية منذ عام 2017م، ويكتب زاوية «وضوح» في صحيفة الرياض.

## التعليم
- حاصل على درجة الماجستير في العلوم المالية من المعهد العالي للإدارة في فرنسا عام 2008م.
- حاصل على درجة البكالوريوس في الهندسة الصناعية من جامعة الملك سعود عام 2003م.

## العمل
- عين مستشاراً بالأمانة العامة لمجلس الوزراء بالمرتبة الممتازة في 15 مايو 2024م.[5][6]
- يعمل رئيساً لإدارة الأبحاث في شركة الراجحي المالية.[7]
- تولى منصب رئيس أبحاث المبيعات في شركة الاستثمار كابيتال من عام 2012م إلى عام 2017م.[8][9]
- يكتب في «صحيفة الرياض»،[10] وكتب قبلها في عدد من الصحف من أبرزها صحيفة الشرق الأوسط،[11] وصحيفة إيلاف.[12]